# Ölfisch
Der Ölfisch (Ruvettus pretiosus, Syn.: Ruvettus tydemani Weber, 1913) ist eine Fischart aus der Familie der Schlangenmakrelen und die einzige Art der Gattung Ruvettus. Der Ölfisch bewohnt Meere der tropischen und gemäßigten Zone in einer Tiefe von 100 bis 800 m alleine oder in Paaren. Nahrungsgrundlage des Ruvettus sind Fische und Kopffüßer.

## Merkmale
Ausgewachsene Exemplare erreichen Längen von 80 cm bis über zwei Meter und ein Gewicht von bis zu 63,5 kg. Die Art ähnelt der verwandten Art Rexea solandri (Königs-Escolar), hat jedoch kleinere Augen, ein kleineres Maul und eine niedrigere Rückenflosse. Die Farbe des Fisches ist ein dunkles, rötliches Braun auf dem Rücken und ein blasserer, silbriger Farbton am Bauch. Die Augen des Ölfisches sind "phosphoreszierend". (Diese Angabe hat viel Kontroverse erregt. Zum einen kann es sich nur um Biolumineszenz handeln. Zum anderen wären "leuchtende Augen" ein sinnesphysiologisches Problem. Entweder meinte man also Augen mit reflektierendem Tapetum lucidum wie bei der Katze und anderen nachtaktiven Tieren, auch (z. B. Tiefsee-)Fischen. Oder man beobachtete ein Leuchten nicht am lebenden, sondern am verwesenden, von Leuchtbakterien besiedelten Fisch. Oder es besteht ein Leuchtorgan um das Auge oder an der Iris – zur Erhellung der unmittelbaren Umgebung, wie es ähnlich von Anomalopidae bekannt ist.)

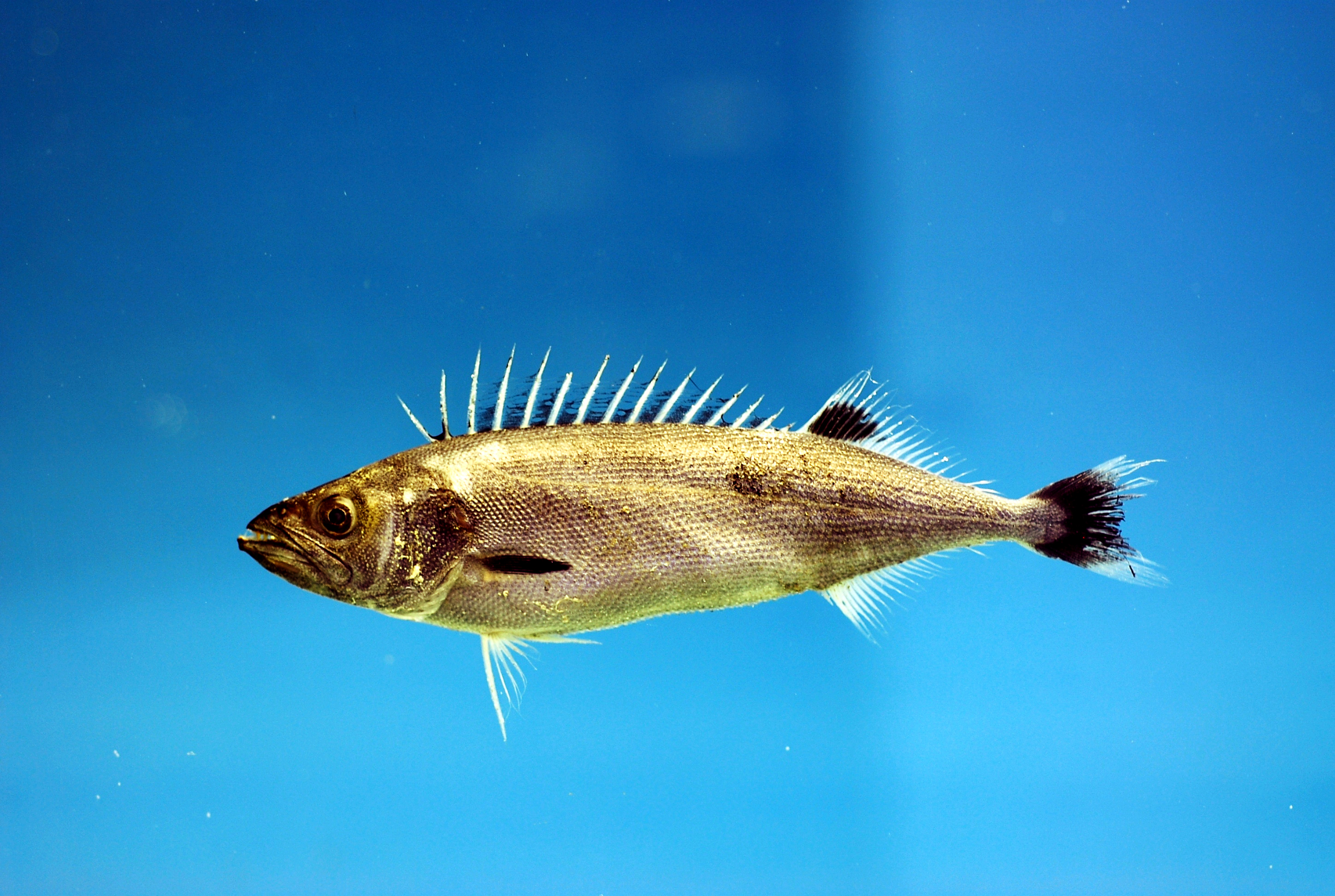
Jungfisch

Die Schuppen, die recht spät in der Entwicklung in Erscheinung treten, sind kompliziert gebaut und geben dem Fisch eine raue Oberfläche, die den Reibungswiderstand beim Schwimmen merklich herabsetzt. Die vordere Rückenflosse wird von 14–16 Hartstrahlen gestützt; sie wird mit zunehmender Größe des Fisches relativ niedriger. Die Bauchflossen sind klein, aber stets deutlich.

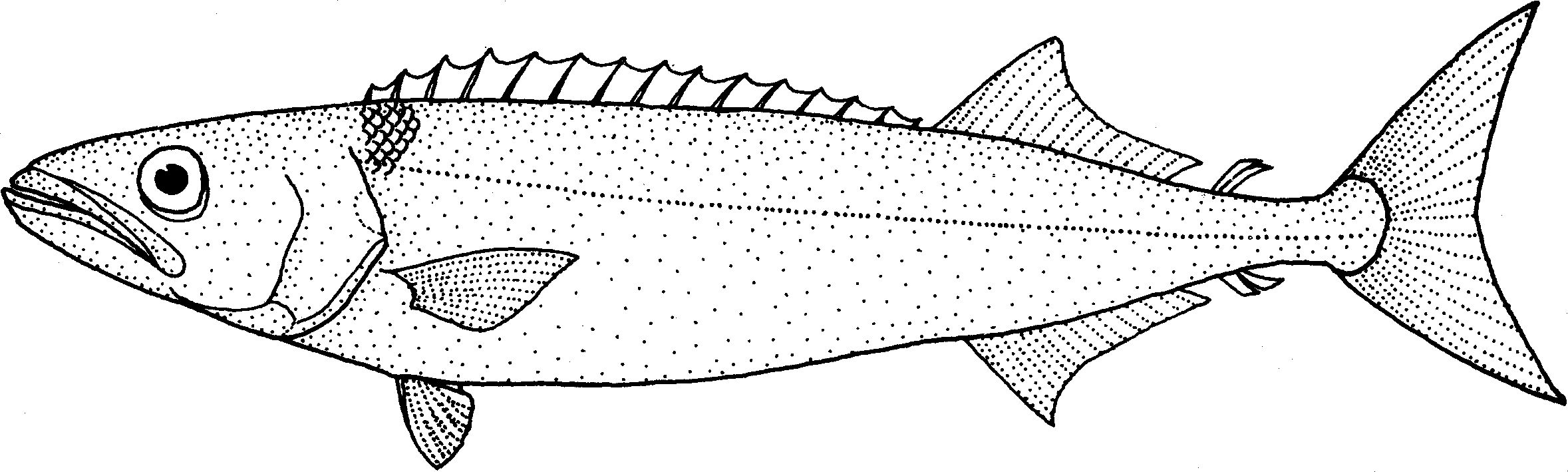
Ruvettus pretiosus (Schuppen nur an einer Stelle gezeichnet)

## Nutzung
Das Fleisch des Ölfisches ist zwar essbar, aber die im Fleisch zu 18–21 % Gewichtsanteil enthaltenen Öle, vor allem Wachsester, können Magen-Darm-Beschwerden wie Durchfall und Erbrechen sowie Krämpfe und Kopfschmerzen verursachen. In Japan und Italien herrscht ein Einfuhrverbot für das Fleisch des Ölfisches. In Australien ist der Verkauf des Fleisches als Nahrungsmittel untersagt. Auch das deutsche Bundesinstitut für Risikobewertung rät zur Vorsicht beim Verzehr des Fisches, der hier, ähnlich wie der verwandte Escolar, gelegentlich unter den Handelsnamen Buttermakrele oder Butterfisch verkauft wird (was Verwechslungen mit den nur sehr entfernt verwandten Butterfischen begünstigt).
In Polynesien wird der unter dem polynesischen Namen palu bekannte Ölfisch nachts mit Leinen in einigem Abstand von den Riffs aus bis zu 400 Meter Wassertiefe gefangen.
Im Jahr 2006 verkaufte die in Hongkong ansässige Supermarktkette PARKnSHOP Konserven mit Fleisch des Ölfisches unter der englischen Bezeichnung „cod fish (oilfish)“. Da Cod im Englischen den Kabeljau bezeichnet, hielten zahlreiche Kunden die Konserven für solche mit Kabeljau und erlitten anschließend Durchfallerkrankungen. Gegenüber vierzehn Beschwerden wies die Firma jegliche Verantwortung zurück und behauptete, der Fisch sei zum menschlichen Verzehr gedacht. Aus chinesischen Supermärkten in Kanada wurden Anfang 2007 ähnliche Vorfälle berichtet.
Bei Expeditionen auf der Suche nach dem Quastenflosser in den 1950er Jahren versuchten immer wieder Fischer der Komoren, dem Forscher J. L. B. Smith gefangene Ölfische als angebliche Quastenflosser zu verkaufen.